# Erik Juhl
 Der er for få eller ingen kildehenvisninger i denne artikel, hvilket er et problem. Du kan hjælpe ved at angive troværdige kilder til de påstande, som fremføres i artiklen.

Erik Juhl (født 22. april 1939 i København, død 2. april 2024) var en dansk speciallæge, administrerende direktør for det daværende Hovedstadens Sygehusfællesskab og fra 2008 formand for ekspertpanelet vedrørende sygehusinvesteringer; det såkaldte Erik Juhl-udvalg.
Juhl tog lægevidenskabelig embedseksamen fra Københavns Universitet i 1966 og medicinsk doktorgrad fra Aarhus Universitet blot fire år senere. I 1975 kom han til Hvidovre Hospital som overlæge i hepatologi, men han fra 1978 virkede som cheflæge samme sted. Han var derudover gennem 19 år – fra 1980 – redaktør for Ugeskrift for Læger.
Det var imidlertid som administrator og forhandler, Erik Juhl gjorde sig mest bemærket – først fra 1989 som lægefaglig direktør for Københavns Hospitalsvæsen, der senere skiftede navn til Københavns Sundhedsvæsen og fra 1995 som administrerende direktør for Hovedstadens Sygehusfællesskab. Her var han indtil 2002, hvor han blev overlæge ved Hvidovre Hospitals enhed for patientsikkerhed. I 2004 blev han forskningschef i Lundbeckfonden.
Siden 2008 var han formand for det ekspertudvalg, der er kendt som Erik Juhl-udvalget, som blev nedsat af den daværende regering, og som har til opgave at komme med forslag til sygehusinvesteringer. I 2007 fungerede han desuden som statsminister Anders Fogh Rasmussens personlige rådgiver i forbindelse med kvalitetsreformen.
2005 blev han Ridder af Dannebrog.